# Csáknéma
Csáknéma egykori falu később puszta Győr vármegyében.
1588-ban gróf Cseszneky János, mérgesi Poky Mihály, Némay Gáspár és Selyem Benedek megtiltották Táp falu lakóinak, hogy az ő Csáknéma faluban lévő birtokrészüket használják.
Vályi András szerint: Csáknéma szabad puszta Győr Vármegyében, földes Ura Gróf Eszterházy Uraság, fekszik Mező Vistöl nem meszsze.